# Molophilus tenuistylus
Molophilus tenuistylus là một loài ruồi trong họ Limoniidae. Chúng phân bố ở miền Australasia.